# 都知嫄
都知嫄（1966年2月14日—），韓國女演員，於大中華地區名字常被音譯為陶志媛。

## 個人生活

### 1998年被綁架
1998年在狎鷗亭體育中心運動後在地下停車場遭到綁架，犯人威脅要殺害她的家人，並勒索贖金1400萬韓元，之後要求追加五千萬韓元，但犯人沒收到贖金後前往都知嫄位於瑞草區蠶院洞的公寓，在車內睡覺時被警察抓獲。

## 演出作品

### 電視劇
- 1989年：KBS《一半的失敗》
- 1990年：KBS《首爾醬湯鍋》飾演 姜慧京
- 1990年：MBC《兩卷日記（朝鲜语：두 권의 일기）》
- 1991年：KBS《燒傷像蠟燭》
- 1992年：MBC《日出峰》
- 1993年：MBC《沒有你幸福嗎》
- 1993年：MBC《暴風的季節》
- 1995年：MBC《酒店》
- 1996年：SBS《兄弟之江》
- 1996年：KBS《澡堂老板家的男人们》饰演 金恩京
- 1997年：MBC《英雄神話》飾演 韓秀然
- 1998年：KBS《紙鶴》飾演 元喜慶
- 1998年：KBS《光環》飾演 吳蘭雯
- 2001年：SBS《女人天下》飾演 敬嬪朴氏
- 2002年：SBS《媽媽的歌》
- 2004年：SBS《土地》飾演 洪氏夫人
- 2008年：MBC《我們的happy ending（朝鲜语：우리들의 해피엔딩）》飾演 尹孔慈
- 2008年：MBC《綜合醫院2》飾演 宋惠秀
- 2009年：KBS《奇怪的三兄弟》飾演 嚴超姬
- 2010年：KBS《笑吧！東海》飾演 安娜‧雷克 / 趙冬柏
- 2012年：MBC《想你》飾演 黃美蘭
- 2013年：KBS《一絲的純情》飾演 姜秀智
- 2013年：MBC《黃金彩虹》飾演 尹英惠
- 2014年：KBS《Healer》飾演 崔明熙
- 2015年：KBS《不善良的女人們》飾演 金賢晶
- 2015年：MBC《我的女兒，琴四月》飾演 韓智慧
- 2017年：KBS《七日的王妃》飾演 慈順大妃
- 2017年：SBS《Bravo My Life》飾演 宋美慈／娜娜
- 2019年：KBS《僅此一次的愛情》飾演 崔英子
- 2020年：KBS《不管誰說什麼》飾演 李海心
- 2025年：SBS《寶物島》飾演 地榮秀

### 電影
- 1997年：《欢乐教堂》（客串）
- 2004年：《芭蕾舞学院》饰演 杨贞淑
- 2006年：《光脚的基丰》饰演 镇里茶馆的老板娘（客串）
- 2006年：《Cinderella》飾演 尹熙
- 2006年：飾演 李老師
- 2007年：《出拳女郎》飾演 夏恩
- 2008年：《我們的快樂結局》飾演 尹子英
- 2014年：《暈眩症》飾演 英熙
- 待定：《山腹道路》

## 外部連結
- 都知嫄的Instagram帳戶
- 都知嫄在NAVER上的资料
- 都知嫄在Daum上的资料